# مخلوقات جميلة (فلم)
مخلوقات جميلة (بالإنجليزية: Beautiful Creatures) هو فيلم رومانسية وفنتازيا أمريكي صدر في 2013، مستوحى من الرواية التي تحمل نفس الاسم للكاتبتين كامي غارسيا ومارجريت ستول. الفيلم من سيناريو وإخراج ريتشارد لاجريفنسي، ومن بطولة ألدن إرينيرك وأليس إنجليرت.
مخلوقات جميلة صدر في 14 فبراير، 2013. تلقى الفيلم مراجعات متوسطة، وفشل في شبابيك التذاكر.

## طاقم التمثيل
- ألدن إرينيرك بدور "إيثان لوسون ويت"
- أليس إنجليرت بدور "لينا دوكين"
- جيرمي أيرونز بدور "ميكين ريفينوود"
- فيولا ديفيس بدور "أما"
- إيما تومسون بدور "ميفيس لينكولن/سارفين"
- إيمي روسوم بدور "ريدلي دوكين"
- زوي دويتش بدور "إميلي آشر"
- مارغو مارتنديل بدور "العمة ديل"
- ايلين اتكينز بدور "الجدة"

## القصة
يتعرف الشاب إيثان (ألدن إرينيرك) على زميلته الجديدة لينا (أليس إنجليرت) التي يتعلق بقلبها ويحاول التقرب لها وتبادله نفس الإحساس في الوقت الذي يحاول جميع زملائها في المدرسة الابتعاد عنها لشكهم في سلوكها الغير طبيعي وانتمائها لعالم السحرة، وعلى الجهة الأخرى ترفض عائلة لينا ارتباطها بإيثان لكونه بشري فاني. تبدأ رحلتهما في اقناع العائلة بحبهما في نفس الوقت الذي تنتظر فيه تتويجها ساحرة بعالم الظلام أو عالم النور عند بلوغها سن السادسة عشر.

## الاستقبال النقدي
تلقى مخلوقات جميلة مراجعات متوسطة من النقاد. الفيلم حاصل على نسبة 46% على موقع الطماطم الفاسدة بناءً 169 مراجعة.

## روابط خارجية
- الموقع الرسمي
- مقالات تستعمل روابط فنية بلا صلة مع ويكي بيانات